# آناتولی کارپف
آناتولی اوگنیویچ کارپف (به روسی: Анато́лий Евге́ньевич Ка́рпов)، (تولد ۲۳ مه ۱۹۵۱) قهرمان سابق شطرنج جهان از شوروی و روسیه بود.
او از سال ۱۹۷۵ تا ۱۹۸۵ قهرمان شطرنج جهان و از سال ۱۹۹۳ تا ۱۹۹۹ قهرمان شطرنج جهان از نظر فیده بود. او در بازی پوزیسیونی از بزرگ‌ترین شطرنج‌بازان تاریخ شمرده می‌شود و در طول عمر خود برنده ۱۶۰ تورنمنت شطرنج شد.

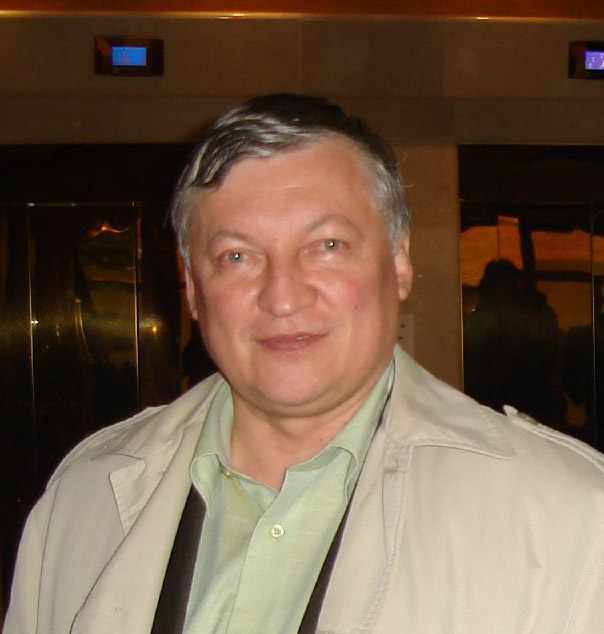

کارپف عنوان قهرمان شطرنج جهان را در سال ۱۹۷۵ به دست آورد، و برنده رقابت‌های انتخابی قهرمانی شطرنج جهان شد؛ اما بابی فیشر حاضر به شرکت در مسابقه و دفاع از عنوان خود نشد. کارپف تا سال ۱۹۸۵ این عنوان را در اختیار داشت تا این‌که در این سال در مبارزه رویارو از گری کاسپارف شکست خورد. او از سال ۱۹۸۶ تا ۱۹۹۰ سه بار پیاپی قهرمان رقابت‌های انتخابی شد و برای بازپس‌گیری عنوان قهرمانی خود مقابل گری کاسپاروف ایستاد اما در هر سه بار در رقابتی بسیار نزدیک موفق به این کار نشد. کارپف و کاسپاروف از سال ۱۹۸۳ تا ۱۹۹۰ در مجموع ۵ بار برای قهرمانی جهان با یکدیگر رقابت کردند که در جریان آن ۱۴۴ بازی برگزار شد که ۱۰۴ بازی مساوی، ۲۱ بازی به سود کاسپاروف و ۱۹ بازی به سود کارپف تمام شد.
در سال ۱۹۹۳ پس از این‌که کاسپاروف در اعتراض به مقررات جدید فدراسیون بین‌المللی شطرنج حاضر نشد مسابقه دفاع از عنوان قهرمانی شطرنج خود مقابل نایجل شورت را زیر نظر این فدراسیون انجام دهد. کارپف و یان تیمان برای برگزاری این دیدار انتخاب شدند و کارپف دوباره به مقام قهرمانی رسمی شطرنج جهان رسید در حالی‌که قهرمان سنتی شطرنج جهان گری کاسپارف محسوب می‌شد که با پیروزی بر نایجل شورت قهرمان مسابقات انتخابی از عنوان خود دفاع کرده بود. کارپف این عنوان را تا سال ۱۹۹۹ در اختیار داشت اما او هم در این سال در اعتراض به قوانین فیده حاضر به دفاع از عنوان خود نشد.